# Бантиков, Андрей Сергеевич
Андре́й Серге́евич Ба́нтиков (23 октября 1914, деревня Ковригино, Московская губерния, Российская Империя — 11 декабря 2001, Санкт-Петербург, Россия) — советский российский живописец и график, член Санкт-Петербургского Союза художников (до 1992 года — Ленинградской организации Союза художников РСФСР). Заслуженный художник Российской Федерации (1997).

## Биография
Андрей Сергеевич Бантиков родился 23 октября 1914 года в деревне Ковригино под Москвой. С 1926 года занимался в Павлово-Посадской художественной студии у В. Рачинского. В 1932 году поступает на рабфак при Ленинградском институте живописи, скульптуры и архитектуры. В 1935 году становится студентом живописного факультета института, который оканчивает в 1940 году по мастерской Бориса Иогансона с присвоением звания художника живописи. Дипломная работа — картина «Штурм Зимнего дворца». В настоящее время находится в Научно-исследовательском музее Российской Академии художеств в Санкт-Петербурге.

Матрос Балтфлота.

С 1939 года участвовал в выставках. Писал исторические и батальные картины, портреты, пейзажи. Участник Великой Отечественной войны. После демобилизации в 1948—1951 годах преподавал в Ленинградском Высшем художественно-промышленном училище имени В. И. Мухиной. В 1952—1963 годах был членом студии военных художников имени М. Б. Грекова. В 1959 году в Ленинграде состоялась его персональная выставка художника. В 1958—1963 годах принимал участие в создании панорамы «Разгром немецко-фашистских войск на Волге».
Автор картин «В землянке» (1945), «Михаил Калинин на баррикадах в 1914 году на Выборгской стороне» (1949), «Кронштадтский рейд» (1955), «Вечер на Неве» (1957), «Советские моряки в Индии» (1964), «Портрет Анастасии Винокуровой» (1969), «Старый пчеловод П. Тюлина» (1979), «Наташа» (1980) и других.
Скончался 11 декабря 2001 года в Санкт-Петербурге на 88-м году жизни.
Произведения А. С. Бантикова находятся в Государственном Русском музее, в музеях и частных собраниях в России, Великобритании, Франции, Японии и других странах.

## Примечания

Могила Бантикова на Никольском кладбище Александро-Невской лавры в Санкт-Петербурге.